# Tesun Han
Tesun Han (jap. 韓 太舜, Han Tesun; * 1941 in Kiryū), auch Te Sun Han, ist ein japanischer Mathematiker, der sich mit Informationstheorie befasst.
Te Sun Han wurde 1971 an der Universität Tokio promoviert und war ab 1972 Assistenzprofessor an der Universität Tokio, 1983 Professor an der Tōhō-Universität, 1985 an der Senshū-Universität und ab 1993 Professor an der Universität für Elektrokommunikation.
Er war Gastprofessor an der Waseda-Universität.
Er befasste sich mit der Informationsspektrums-Methode, Informationssysteme mit mehreren Nutzern und Kanälen mit Interferenz und verteilten Systemen zur Signal-Erkennung.
2010 erhielt er den Claude E. Shannon Award. 1990 wurde er IEEE Fellow.

## Schriften
- Information-Spectrum Method in Information Theory, Springer Verlag, 2003
- mit Kingo Kobayashi: Mathematics of Information and Coding, American Mathematical Society 2002 (zuerst japanisch 1994)
- A new achievable rate region for the interference channel, IEEE Transactions on  Information Theory, Band 27, 1981, S. 49–60.